# 2023年國家影評人協會獎
第58屆國家影評人協會獎（The 58th National Society of Film Critics Awards）是國家影評人協會以茲獎勵2023年電影的獎項，於2024年1月7日公布得獎名單。
由席琳·宋執導的《之前的我們》獲得最佳影片，桑德拉·惠勒則憑藉《坠落的审判》、《利益区域》兩部片獲得最佳女主角。

## 獲獎名單

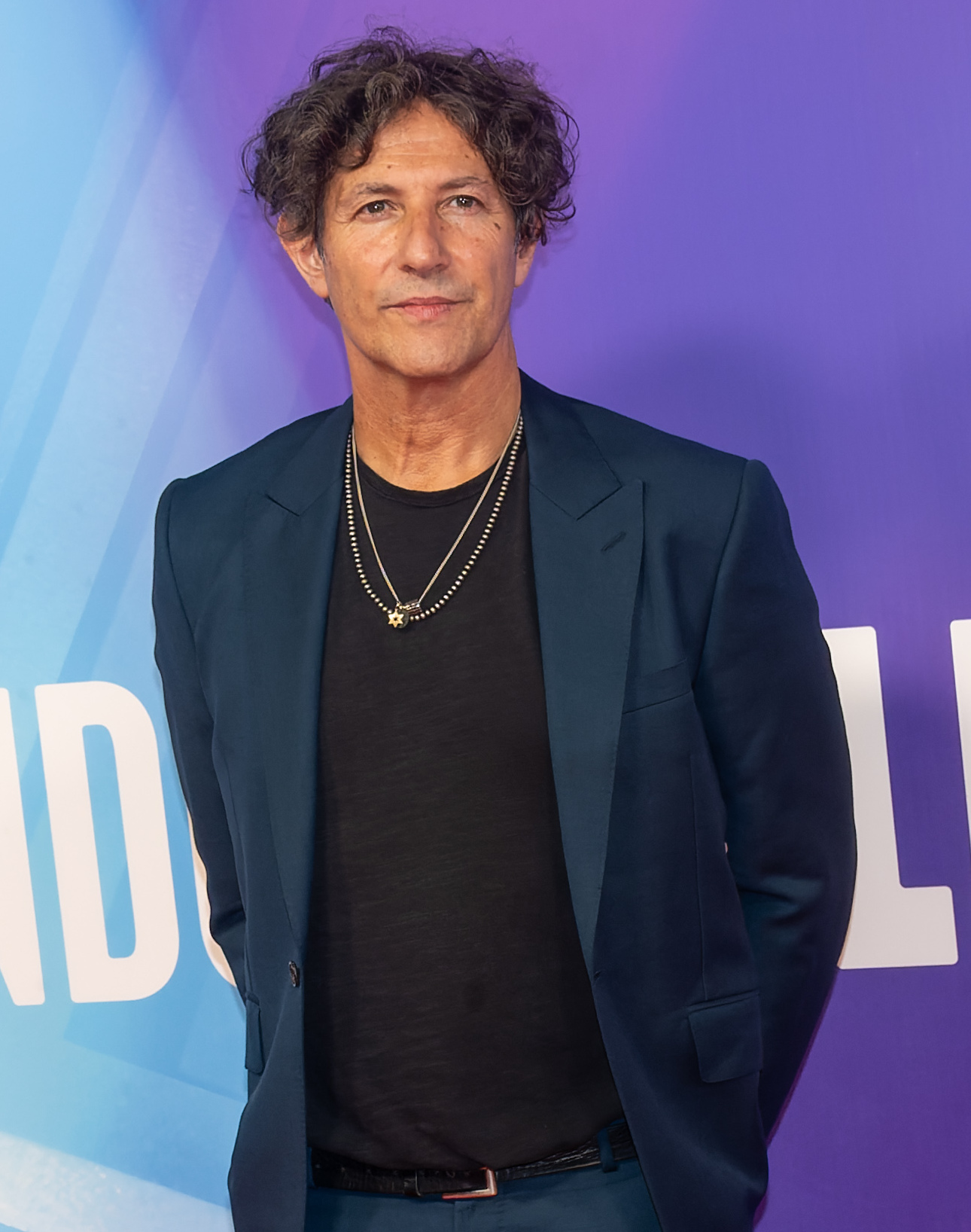
最佳導演：強納森·葛雷澤

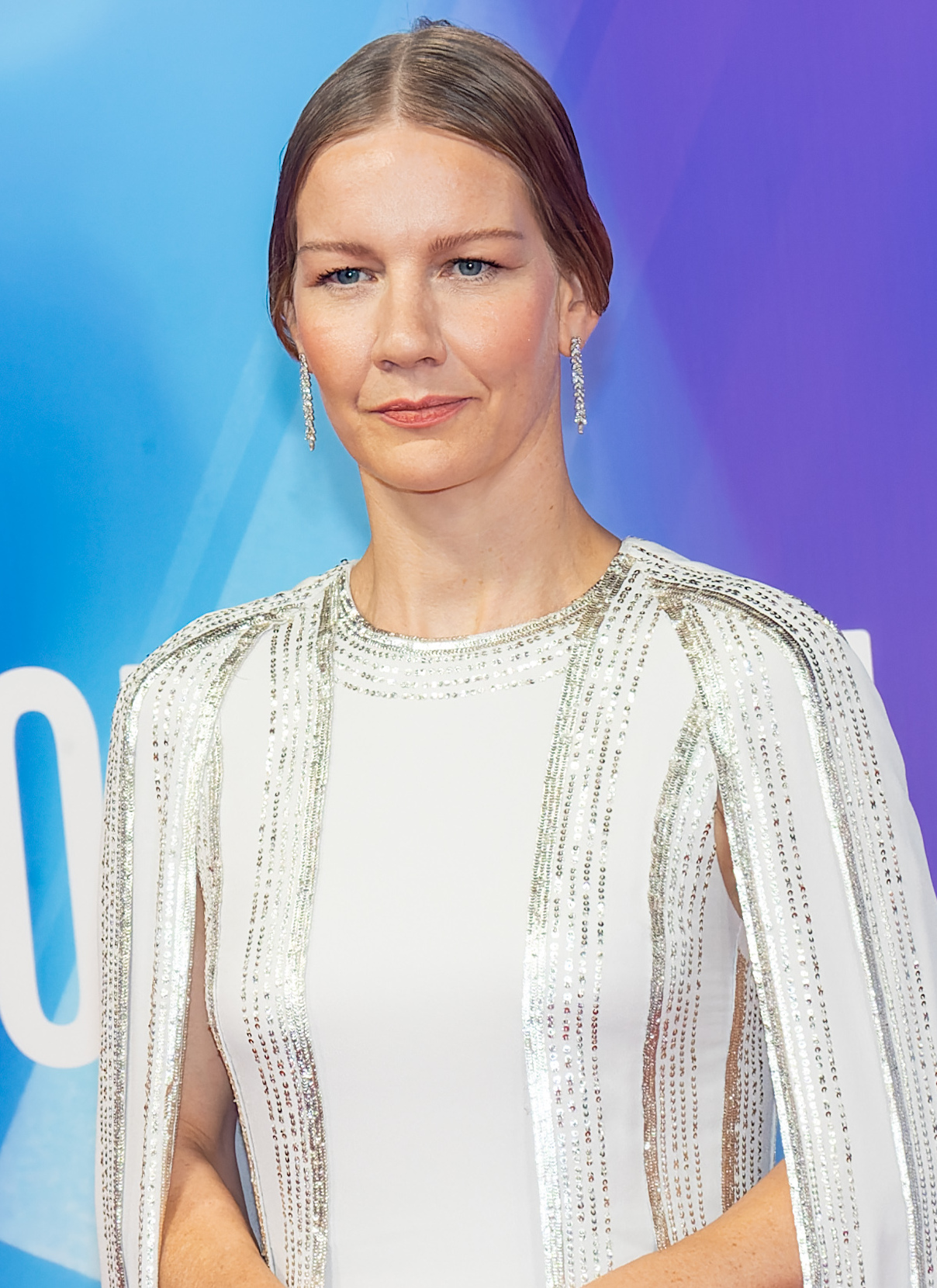
最佳女主角：桑德拉·惠勒

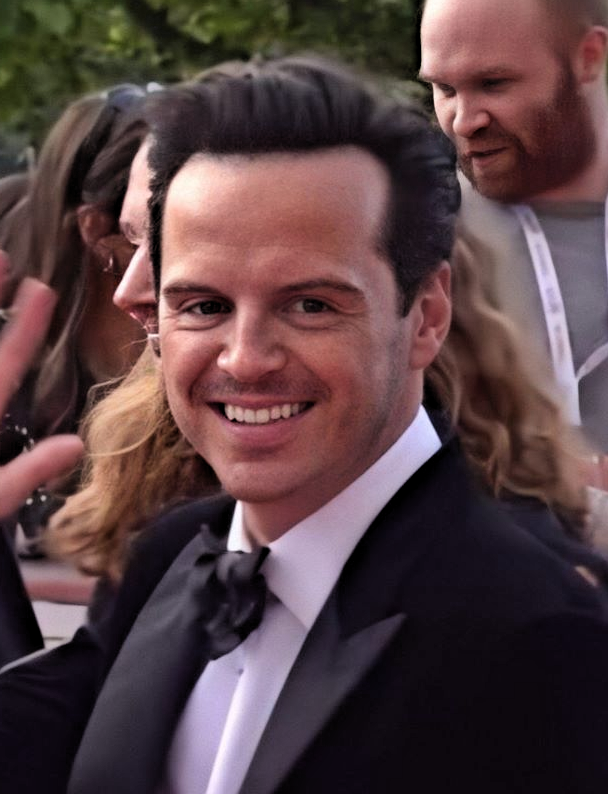
最佳男主角：安德鲁·斯科特

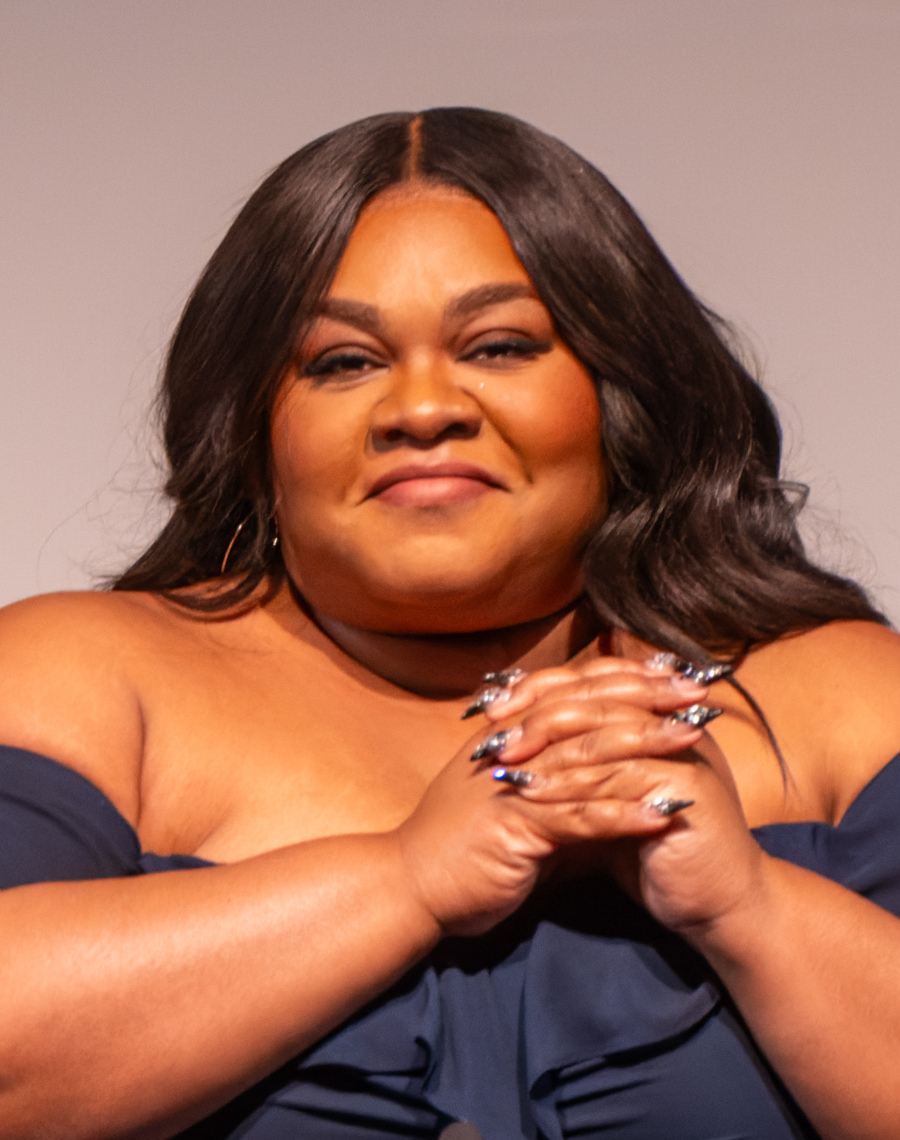
最佳女配角：達芬·喬伊·藍道夫

### 最佳影片
1. 《之前的我們》（51點）
2. 《利益区域》（49點）
3. 《奧本海默》（44點）

### 最佳導演
1. 《利益区域》強納森·葛雷澤（65點）
2. 《五月的你，十二月的她》陶德·海恩斯（42點）
3. 《奧本海默》克里斯托弗·诺兰（41點）

### 最佳女主角
1. 《坠落的审判》、《利益区域》桑德拉·惠勒（61點）
2. 《可憐的東西》艾瑪·史東（56點）
3. 《花月殺手》莉莉·格萊斯頓（44點）

### 最佳女配角
1. 《滯留生》達芬·喬伊·藍道夫（58點）
2. 《法拉利》佩内洛普·克鲁兹（32點）
3. 《神啊，你在嗎？（英语：Are You There God? It's Me, Margaret. (film)）》瑞秋·麥亞當斯（23點）

### 最佳男主角
1. 《親愛的陌生人》安德鲁·斯科特（52點）
2. 《美國小說》傑佛瑞·萊特（39點）
3. 《奧本海默》基利安·墨菲（29點）

### 最佳男配角
1. 《五月的你，十二月的她》查爾斯·梅爾頓（51點）
2. 《奧本海默》小勞勃·道尼（31點）

《Barbie芭比》瑞恩·高斯林（31點）

### 最佳劇本
1. 《五月的你，十二月的她》珊米·柏區（Samy Burch）（53點）
2. 《之前的我們》席琳·宋（50點）
3. 《滯留生》大衛·海明森（英语：David Hemingson）（36點）

### 最佳非英語電影
1. 《枯叶》（65點）
2. 《利益区域》（51點）
3. 《坠落的审判》（44點）

### 最佳非虛構電影
1. 《歡樂菜單（法语：Menus-Plaisirs - Les Troisgros）》（64點）
2. 《战场日记》（25點）
3. 《KOKOMO：未至之城（英语：Kokomo City）》（19點）

### 最佳攝影
1. 《花月殺手》羅德里戈·普里耶托（英语：Rodrigo Prieto）（55點）
2. 《利益区域》盧卡茲·札爾（英语：Łukasz Żal）（45點）
3. 《奧本海默》霍伊特·范·霍伊特瑪（44點）

### 最佳實驗電影
- 《以此片預告一部不存在的電影：可笑的戰爭（英语：Trailer of the Film That Will Never Exist: "Phony Wars"）》尚盧·高達

### 特別提及於美國待上映的電影
- 《雙眼之間（英语：Close Your Eyes (2023 film)）》维克多·艾里斯

### 電影承襲獎
- 標準收藏：網羅美國獨立電影、世界電影、短片到經典好萊塢片，精選大膽創新、廣泛又精良的電影，隨時提供每個城市應有的劇目。
- 多面多媒體（英语：Facets Multi-Media）、金影片（英语：Kim's Video and Music）、稻草人影片（英语：Scarecrow Video）、Vidiots（英语：Vidiots (store)）：大量維護電影光碟、影帶，並開放給一般大眾觀看。

## 外部連結
- 官方网站